# Stara Wieś (Bełchatów)
Stara Wieś – centralna część miasta Bełchatowa w Polsce, w województwie łódzkim, w powiecie bełchatowskim. Rozpościera się w rejonie ulicy Nadrzecznej.